# 基多利加大學體育會
基多聯盟體育大學（西班牙語：Liga Deportiva Universitaria de Quito，簡稱：LDU Quito），常稱「聯盟體育大學」(Liga Deportiva Universitaria)，舊稱利加大學，是一个位於厄瓜多爾首都基多的職業足球會，现参加厄瓜多爾甲組足球聯賽。球隊是厄瓜多爾歷史上最成功的球队之一，曾9奪聯賽冠軍，更在2008年成為第一支夺得南美自由盃的厄瓜多爾球队。

## 歷史

### 建立
球隊建立于1930年1月12日，由一班厄瓜多爾中央大學（Universidad Central del Ecuador）的學生及教職員共同創建。球隊早在1918年就开始以半職業球隊身份參賽，自1930年開始启动了所有体育项目，包括田徑部、拳擊部、棒球部、游泳部、乒乓球部和棋藝部。當時的預算只有500蘇克雷，球員只能自行添置制服、藥物和其他用品与设施。

### 1930年代-1940代

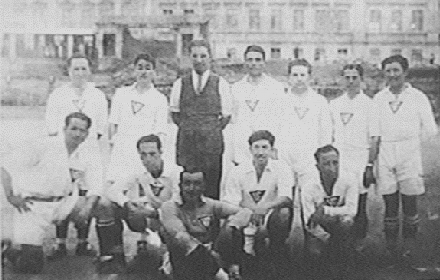
1930年代的利加大學

1932年，球隊參加皮欽查省（Pichincha）的足球聯賽，聯賽由5支队伍組成。球隊最终以全胜战绩奪得利加的第一次的冠軍。
1945年2月11日，被稱為「超级德比」（Super Classic）的省内最重要赛事，同时也是全国第二重要比赛的一場利加與奧卡斯（Sociedad Deportiva Aucas）的比賽开战。由於皮欽查足球總會會將勝出的队伍升入甲組聯賽，因此雙方對待比賽都非常認真。第一回合雙方1-1战平。2月18日的第二回合比赛中，利加一開始便以2-0領先，然後奧卡斯追回一球。90分鐘時間结束後，球證卻沒有終止比賽，使得利加又失一球。球迷發生暴動並拒絕讓比賽進入加時，要求更換球證。最後比賽重開，但結果仍是一樣。

### 1990年后
利加在近年來贏得了6個聯賽冠軍，球隊的发展對厄瓜多爾的足球發展起了重要的推动作用。球隊是厄瓜多爾國家足球隊的重要支柱，包括球隊的隊員參加了各項大賽如2002年世界盃和2006年世界盃。2006年球隊在厄瓜多爾國家足球隊的人数是各支联赛球队中最多的。
2008年7月2日，球隊成為首支奪得南美自由盃的厄瓜多尔球队。球隊在決賽对阵巴西富明尼斯。首回合球队以4-2擊敗對手，而客场以1-3落敗。總比分為5-5，由於沒有作客入球優惠，比賽最终進入加時賽。最後，球隊在点球大战階段以3-1擊敗對手，球隊因此取得了2008年世界冠軍球會盃的参赛资格。其他比賽方面，球隊亦曾經在2004年闖進南美球會盃的準決賽。

## 南美自由盃冠軍
2008年南美自由盃初賽，利加大學被編入第8組，與巴西富明尼斯、阿根廷沙蘭迪兵工廠（Arsenal de Sarandí）及巴拉圭亚松森利倍塔德（Club Libertad）同組，6戰3勝1和2負小组第二出線。
十六強淘汰賽，球队主客场兩回合以总比分3-2擊敗阿根廷（Estudiantes de La Plata）。八強再遇另一支阿根廷球隊聖羅倫素（San Lorenzo de Almagro），主客兩場同是1-1平手，凭借点球大战5-3過關。準決賽出戰墨西哥亞美利加，第一回合客场1-1；次回合主場0-0，累計1-1，憑作客入球優惠晉級決賽。
決賽對手為初賽同組巴西的富明尼斯，初賽成績一和一負，使得舆论大多不看好利加大學。第一回合於2008年6月25日舉行，利加大學在位於海拔約2,850米的基多的主場比赛，開賽僅2分鐘，由比拿（Claudio Bieler）先開紀錄，富明尼斯的達里奧干卡（Darío Conca）在12分鐘扳平，之后主隊古爾朗（Joffre Guerrón）、甘波斯（Jairo Campos）及烏路迪亞（Patricio Urrutia）先後破網，4-1領先半場，下半場尼維斯（Thiago Neves）為富明尼斯追回一球，最终比分为4-2。
7月2日球队作客里約熱內盧進行次回合決賽，保蘭奴斯（Luís Bolaños）為利加大學先拔頭籌，以為勝利在望，但富明尼斯的尼維斯連中三元，上演帽子戲法，将最终比分追成3-1，累計5-5，決賽不設作客入球優惠，雙方加時互交白卷，需以点球大战定勝負，富明尼斯先後有3名球員射失，在华盛顿一射被塞巴略斯（José Cevallos）撲出後，利加大學以点球大战3-1，奪得球隊首个南美解放者杯冠军，这也是厄瓜多爾球隊首次捧起南美解放者杯。

## 成就

### 國內
- 厄瓜多爾甲級足球聯賽
  - 冠軍(13)： 1969年、1974年、1975年、1990年、1998年、1999年、2003年、2005年、2007年、2010年、2018年、2023年、2024年；
- 厄瓜多盃
  - 冠軍(1)： 2019年；
- 厄瓜多超級盃
  - 冠軍(2)： 2020年, 2025年；
- 厄瓜多乙級足球聯賽
  - 冠軍(2)： 1974年、2001年；

### 國際
- 南美自由盃
  - 冠軍(1)： 2008年；

- 南美球會盃
  - 冠軍(2)： 2009年；2023年；

- 南美超級球會盃
  - 冠軍(2)： 2009年；2010年；

## 洲際比賽成績
- 南美自由盃：(14次參加) 1970年、1975年、1976年、1978年、1982年、1991年、1999年、2000年、2004年、2005年、2006年、2007年、2008年、2009年；
  - 最佳成績：冠軍(2008年)

- 南美球會盃：(5次參加) 2003年、2004年、2005年、2006年、2008年、2009年；
  - 最佳成績：冠軍2009年)

- 南美足協盃：(1次參加) 1998年；
  - 最佳成績；第一圈(1998年)

## 外部連結
- 官方網頁 （页面存档备份，存于）
- CyberAlbos Official website (Spanish) （页面存档备份，存于）
- Muerte Blanca official website
- http://liguistas.com/ （页面存档备份，存于）
- https://web.archive.org/web/20080705062958/http://www.clubldu.com/

| 前任： 博卡青年 | 南美自由盃 冠軍 2008年 | 繼任： 拉普拉塔大学生 |